# 成績係数
成績係数（せいせきけいすう、Coefficient Of Performance、COP）または動作係数（どうさけいすう）とは、冷房機器などのエネルギー消費効率の目安として使われる係数。なお、｢エネルギー消費効率｣は成績係数(COP)の同意語(類義語)として使われることがある。
消費電力1 kWあたりの冷却・加熱能力を表した値である。文部科学省『学術用語集』の「物理学編(増訂版)」や「建築学編(増訂版)」では「成績係数」、「船舶工学編」では「動作係数」となっている。
COPは省エネ法にも採用されているため、冷房機器の性能指標として広く一般に浸透している。冷房機器をある一定の温度条件の下で運転した場合（定格条件）の性能を評価することから定格エネルギー消費効率とも呼ばれ、定格冷房・定格暖房時の消費電力1 kWあたりの冷房・暖房能力、すなわち冷房機器の場合、
冷房COP = 冷房能力(kW)÷冷房消費電力(kW)
で表される。
また理想的な場合次のような性質が成り立つ。
- ヒートポンプの成績係数 = 冷凍機としての成績係数 + 1　(消費電力の廃棄熱の分、冷却量より加熱量が多くなるため)
- 熱効率とは異なり、COPは1を超え得る。上記のため暖房の場合、１以上でないと単なるヒーターの方が高効率である事になる。
- 低温熱源と高温熱源の温度差が小さいほど大きくなる。